# Le Citoyen (revue)
Le Citoyen (en russe : Гражданин) (Grajdanine) est un journal politique en même temps qu'une revue littéraire. Il a été publié entre 1872 et 1879 et entre 1882 et 1914, à Saint-Pétersbourg dans l'Empire russe. 
Le fondateur, éditeur et auteur principal en est le prince Vladimir Mechtcherski. Sont parus dans le journal des écrits de Constantin Pobiedonostsev, Nikolaï Strakhov, Alexeï Pissemski, Nikolaï Leskov, Apollon Maïkov, Iakov Polonski, Alexeï Apoukhtine et d'autres encore.

## Histoire
Le Citoyen est publié de 1872 à 1879, de 1883 à 1884 et de 1911 à 1914 comme hebdomadaire ; en 1882, 1885 à 1886 et de 1897 à 1909 deux fois par semaine ; en 1887, 3 fois par semaine et enfin entre 1888 et 1897 chaque jour. Le tirage est passé de 3 000 en 1882 à 40 000 en 1889.
Au début, les premières publications paraissent grâce à des dons privés avec le soutien de l'héritier du trône, le grand-duc et futur empereur Alexandre III.
En 1876-1878, du fait que le journal critique la politique étrangère du gouvernement d'Alexandre II, il reçoit plusieurs avertissements et est suspendu à plusieurs reprises. En 1879, sa publication est même interrompue.
Sous le règne d'Alexandre III, la revue reprend ses activités et reçoit des subsides importants.

### Dostoïevski, rédacteur en chef
Après l'achèvement des Démons en janvier 1873, le prince Vladimir Mechtcherski propose à l'écrivain Dostoïevski de devenir rédacteur en chef de la revue hebdomadaire Le Citoyen avec un salaire de trois mille roubles par an. Son rédacteur en chef était parti et la situation du journal était critique. Dostoïevski est toujours en quête d'argent, mais il a aussi de la sympathie pour les buts du journal. Il devient rédacteur en chef du Citoyen. Il introduit dans la revue une rubrique variée tirée de son Journal d'un écrivain dans laquelle il expose ses vues sur des problèmes divers : faits divers, procès criminels, sa jeunesse. Il s'intéresse aussi aux événements politiques en Europe. Mais finalement, il regrette d'avoir accepté. Le prince Mechtcherski est pour Dostoïevski un personnage fort réactionnaire, il veut introduire ses propres articles dans la revue et Dostoïevski les considère comme des élucubrations vulgaires. Dostoïevski est conservateur, mais c'est aussi un ancien forçat. C'est la haine du socialisme et le rêve slavophile qui l'ont amené dans le camp de l'extrême-droite. À plusieurs reprises Dostoïevski est interpellé par la police pour des articles dans lesquels il reproduisait des paroles de membres de la Cour sans qu'il ait été prévenu que ce fut interdit. Ses relations avec Mechtcherski deviennent tendues. Dès le début de 1874, il n'écrit plus aucun article dans son journal et, le 19 mars, il envoie sa lettre de démission pour raison de santé. Dostoïevski reçoit à cette époque la visite de Nikolaï Nekrassov, qui lui demande un roman pour la revue les Annales de la Patrie. L'écrivain a en tête des ébauches de nouvelles et de romans et tout le temps passé dans Le Citoyen lui semble avoir été une erreur de choix.           

### Rédacteurs
- Grigory Gradovsky (en) (1872)
- Fiodor Dostoïevski (1873-1874)
- Viktor Poutsykovitch
- Vladimir Mechtcherski (1882-1906)
- М. N. Nazarov (1906-1914).